# Otto Heinrich Warburg
Otto Heinrich Warburg (8. října 1883 – 1. srpna 1970) byl německý fyziolog, biochemik a lékař, nositel Nobelovy ceny za fyziologii a medicínu za rok 1931 „za objev enzymů dýchacího řetězce, jejich povahy a funkce“. Byl synem fyzika Emila Warburga. Roku 1906 získal doktorát chemie v Berlíně, kde byl jeho učitelem Emil Fischer, a roku 1911 doktorát medicíny v Heidelbergu pod vedením Ludolfa von Krehla. Bojoval v první světové válce jako důstojník a byl za statečnost vyznamenán Železným křížem 1. třídy. Jako vědec studoval buněčný metabolismus a rakovinné bujení. Během nacistické vlády byl Warburg kvůli částečně židovskému původu šikanován a nesměl učit, bylo mu však dovoleno bádat.